# Pseudodynerus auratoides
Pseudodynerus auratoides är en stekelart som först beskrevs av Berton 1918.  Pseudodynerus auratoides ingår i släktet Pseudodynerus och familjen Eumenidae. Inga underarter finns listade i Catalogue of Life.